# Vallejo
Vallejo è una città statunitense nella contea di Solano in California che si trova nella Bay Area, all'estremità nord della San Pablo Bay.
I primi europei ad arrivare in questo luogo erano attratti dalle sorgenti di acque sulfuree: infatti il suo primo nome fu Blue Rock Springs. 

In due occasioni Vallejo, per un breve periodo, è stata capitale della California: la prima volta nel 1852, la seconda nel 1853. 
La città è sede di un famoso parco divertimenti e di alcuni musei.

## Geografia e ambiente
La città ha un'area totale di 126,3 km² (48,76 mi²). Il fiume Napa scorre attraverso la città lungo il suo percorso che termina nella San Pablo Bay. 
Vallejo si trova in prossimtà di varie faglie: la faglia di Sant'Andrea e quella di Hayward sono le più attive, anche se quella di San Andreas è la più distante. Altre faglie sono la Concord (considerata attiva), la Sulphur Mountain e la Green Valley. 
Il territorio di Vallejo è ricco di flora, fauna e di miniere di carbone.

## Società

### Evoluzione demografica
Nel 2000 la sua popolazione era di 125 900 abitanti, passati a 115 942 nel 2010. Vallejo è la terza città americana per numero di residenti filippini dopo Hercules e Daly City.

## Storia
Vallejo era territorio delle tribù native Patwin e Miwok. 
Nel 1844 l'odierna Vallejo era parte di un possedimento del generale e uomo politico messicano Mariano Guadalupe Vallejo che aveva promosso lo sviluppo questa parte di regione. 
Prima sotto il governo spagnolo e poi sotto quello messicano, il Generale Vallejo fu responsabile della pace che durò fino al 1846, quando i californiani, animati da sentimenti indipendentistici, si ribellarono al governatorato messicano per ottenere l'annessione della California agli Stati Uniti. Il Generale fu favorevole all'annessione della California, riconoscendo le grandi capacità degli Stati Uniti e i benefici che l'unione avrebbe portato alla sua amata California.
Nel 1850 Vallejo propose un piano urbanistico per creare delle nuove città, tra le quali Eureka con un Campidoglio, un'Università, un giardino botanico e altre caratteristiche. Dopo un referendum di Stato la sua proposta fu accettata, ma sostituendo il nome proposto con quello di Vallejo. 

Nel 1851 una commissione incaricata dal Senato americano individuò un sito idoneo su una collina che dominava la baia e da dove si poteva scorgere San Francisco nelle giornate di tempo limpido; il luogo proposto fu approvato e nel 1851 a Vallejo fu costruito il Campidoglio di Stato, pronto a entrare in funzione l'anno successivo. Nel 1852 ci fu la prima riunione. 
Sfortunatamente oltre al Campidoglio Vallejo non aveva costruito altri edifici per ospitare altre riunioni: i parlamentari così erano costretti a riunirsi in ambienti disagiati tanto da dover sedere su delle botti: dopo solo undici giorni fu deciso così di fare ritorno a Sacramento. Nel 1853 si tenne un'ultima seduta a Vallejo per poi trasferire la capitale a Benicia, nel febbraio 1853.
Un'altra personalità importante per lo sviluppo di Vallejo è stato John B. Frisbie, genero del Generale Vallejo. Frisbie fu responsabile della vera fondazione della città e della sua unità, oltre che dell'organizzazione di un governo cittadino.

## Amministrazione

### Gemellaggi
Vallejo è gemellata con sei città:
- Akashi (Giappone)
- Bagamoyo, (Tanzania)
- Baguio, (Filippine)
- La Spezia, (Italia)
- Trondheim, (Norvegia)
- Chin Chon Gun, (Corea del Sud)